# 옥시레킷벤키저
옥시레킷벤키저(Oxy Reckitt Benckiser)는 영국의 종합 생활용품 업체인 레킷벤키저의 대한민국 현지법인이다. 2001년 3월 13일 동양화학그룹의 계열사이던 옥시의 생활용품 사업부(에이원을 제외)를 1,625억 원에 인수 인계하여 설립하였다.
당시 옥시는 산소계 세탁표백제 옥시크린과 제습제인 물먹는하마 브랜드로 유명한 기업이었다. 특히 옥시크린은 대한민국 시장에서 산소계 세탁표백제의 대명사로 불리며, 압도적인 시장 점유율을 나타내고 있었다. 하마 브랜드의 대표적인 제품인 물먹는하마도 제습제 시장에서 1위를 계속 지키고 있다. 옥시레킷벤키저는 옥시크린과 물먹는하마로 대표되는 옛 옥시의 브랜드를 계속 유지하면서 동시에 레킷벤키저의 국제적인 브랜드 제품들도 도입하여 판매하고 있다.

## 사건 및 사고
옥시레킷벤키저는 영아, 유아, 유소년, 청소년 등을 포함한 140여명이 사망한 가습기 살균제 사건을 일으킨 제조사 중 하나로 대한민국에서 재판 중이다. 그로 인해 큰 논란을 불러일으켜 생산하고 있는 제품에 대해 불매운동이 확산될 정도로 급격하게 여론이 나빠졌다. 소송에서 옥시레킷벤키저는 가습기살균제로 인한 폐질환이 아니라고 주장하며, 이를 뒷받침하기 위해 서울대학교와 호서대학교의 연구진이 작성한 연구 보고서를 제시했다. 하지만, 이 보고서는 옥시레킷벤키저의 로비에 의한 조작으로 밝혀져서 해당 교수들이 긴급체포되었다.
2017년 1월 6일 가습기 살균제 사건으로 기소된 신현우 전 옥시레킷벤키저 대표가 1심에서 징역 7년을 선고받았다. 하지만, 존 리 전 옥시레킷벤키저 대표에게는 증거 부족을 이유로 무죄가 선고됐다.

## 같이 보기
- 하마로이드
- 옥시크린
- 물먹는하마
- 냄새먹는하마